# Сенека (язык)
Язык сене́ка (самоназвание Onödowága или Onötowáka) является языком одноимённого племени североамериканских индейцев, проживающих в основном в резервациях на западе штата Нью-Йорк, а также в штате Оклахома и в канадской провинции Онтарио.
Сенека является агглютинативным языком полисинтетического типа, большинство лексических и грамматических значений выражаются в нём приставками и суффиксами, присоединяющимися к глагольному корню, а также инкорпорацией именной основы в глагольную. 

## Генеалогическая и ареальная информация
Язык сенека, вместе с такими языками как чероки и могавк, принадлежит к ирокезской языковой семье, занимавшей восточную часть Северной Америки в доколониальный период. Сенека входит в группу языков сенека-каюга, к которой также принадлежат языки каюга и минго. Ближайшим родственником языка является каюга. Деления на диалекты внутри сенека почти не наблюдается.

## Социолингвистическая информация
Язык обладает исторической значимостью, как язык Пяти (впоследствии Шести) наций Ирокезской Лиги. Сегодня народ сенека насчитывает 7800 представителей, однако носителей языка среди них всего около 100 (в настоящее время все — в США). Мало кто из них моложе 30 лет, хотя в настоящий момент молодые сенека активно сотрудничают с лингвистами для сохранения своего языка.
Сенека не имеет своей письменности, для записи языка используется расширенный латинский алфавит.
Сенека, наряду с английским, используется для общения в резервациях Товананда, Катарога, Аллегани и Ойл-Спрингс штата Нью-Йорк.

## Лингвистические черты

### Фонетика и фонология
Язык сенека различает 9 (11) согласных и 7 гласных фонем.
|               | Губные | Альвеолярные | Палатальные | Велярные | Глоттальные |
| ------------- | ------ | ------------ | ----------- | -------- | ----------- |
| Носовые       | (m)    | n            |             |          |             |
| Взрывные      | (b)    | t            |             | k        | ʔ           |
| Аффрикаты     |        | d͡z           |             |          |             |
| Фрикативные   |        | s            |             |          | h           |
| Аппроксиманты |        |              | j           | w        |             |

|                | Передние | Средние | Задние |
| -------------- | -------- | ------- | ------ |
| Верхние        | i        |         | (u)    |
| Средне-верхние | e        |         |        |
| Средние        |          |         | o      |
| Средне-нижние  | ɛ        |         |        |
| Нижние         | æ        | a       | ɔ      |

Согласные фонемы m и b, как и гласная фонема u, встречаются лишь в незначительном количестве слов.
Некоторые источники выделяют также согласные фонемы d͡ʒ и ʃ.
Сенека не проводит фонематического различия между глухими и звонкими согласными: присутствующие в языке звуки g и d являются позиционными вариантами фонем k и t. Вообще, в сенека достаточно богатое фонетически обусловленное чередование, например, чередование w/y между гласным и ɔ, o. 
Чередование гласных в сенека зависит от таких факторов, как чётная/нечётная и финальная/нефинальная позиция в слове, деление гласных на сильные/ слабые. Сильный гласный в чётной предфинальной позиции получает ударение.

### Морфология
Фактически в сенека выделяются 3 части речи: глагол, существительное и частица; последние, как правило, состоят из одной-двух морфем. Морфология первых двух существенно богаче: основу глагола, состоящую из глагольного корня и одного из четырёх аспектуальных суффиксов, могут распространять 15 так называемых корневых суффиксов, выражающих категории направления, каузатива, инхоатива, инструментальности, дистрибутивности и тому подобные, 64 местоименных префикса, выражающих субъект и объект действия, показатели рефлексивизации и реципрокализации, модальные префиксы со значением индикатива, оптатива и будущего времени, префиксальные показатели повторяющегося действия, отрицания, партитива и другие. В глагольную основу может быть инкорпорирована именная, которая в таком случае обозначает объект или инструмент.
Основа существительного состоит из именного корня и суффикса существительного с нейтральным или локативным (инессивным и эксессивным) значением. Она также может распространяться местоименными приставками, которые в данном случае будут указывать на посессора. Как глагольные, так и именные основы могут иметь атрибутивный суффикс со значением диминутива, аугментатива, «популятива» (указывает на принадлежность к племени, коллективу) и др.
В сенека хорошо развита система морфологических чередований: большинство аффиксов и корней имеют несколько позиционных алломорфов.